# Retentionsvolumen
Das Retentionsvolumen ist (wasserwirtschaftlich) das Volumen, das ein natürliches oder künstliches, aber stehendes Gewässer (See, Stausee, Bassin etc.) zusätzlich oder alleinig aufweist, um einen maximal zu erwartenden Zufluss zwischenzuspeichern und mit einer Abflussrate, die kleiner ist als die Zuflussrate, wieder abzugeben. Eine schlechte Abstimmung von Abflussraten und Retentionsvolumen kann insbesondere bei einer Kaskade von solchen Einrichtungen einen beabsichtigten Hochwasserschutz sogar ungünstig beeinflussen.